# František Koucký (kněz)
František Koucký, též Franz Koucký (26. března 1881 Český Dub – 16. ledna 1962 Litoměřice), byl český římskokatolický kněz, kazatel a katecheta, od roku 1951 kanovník litoměřické kapituly.

## Život

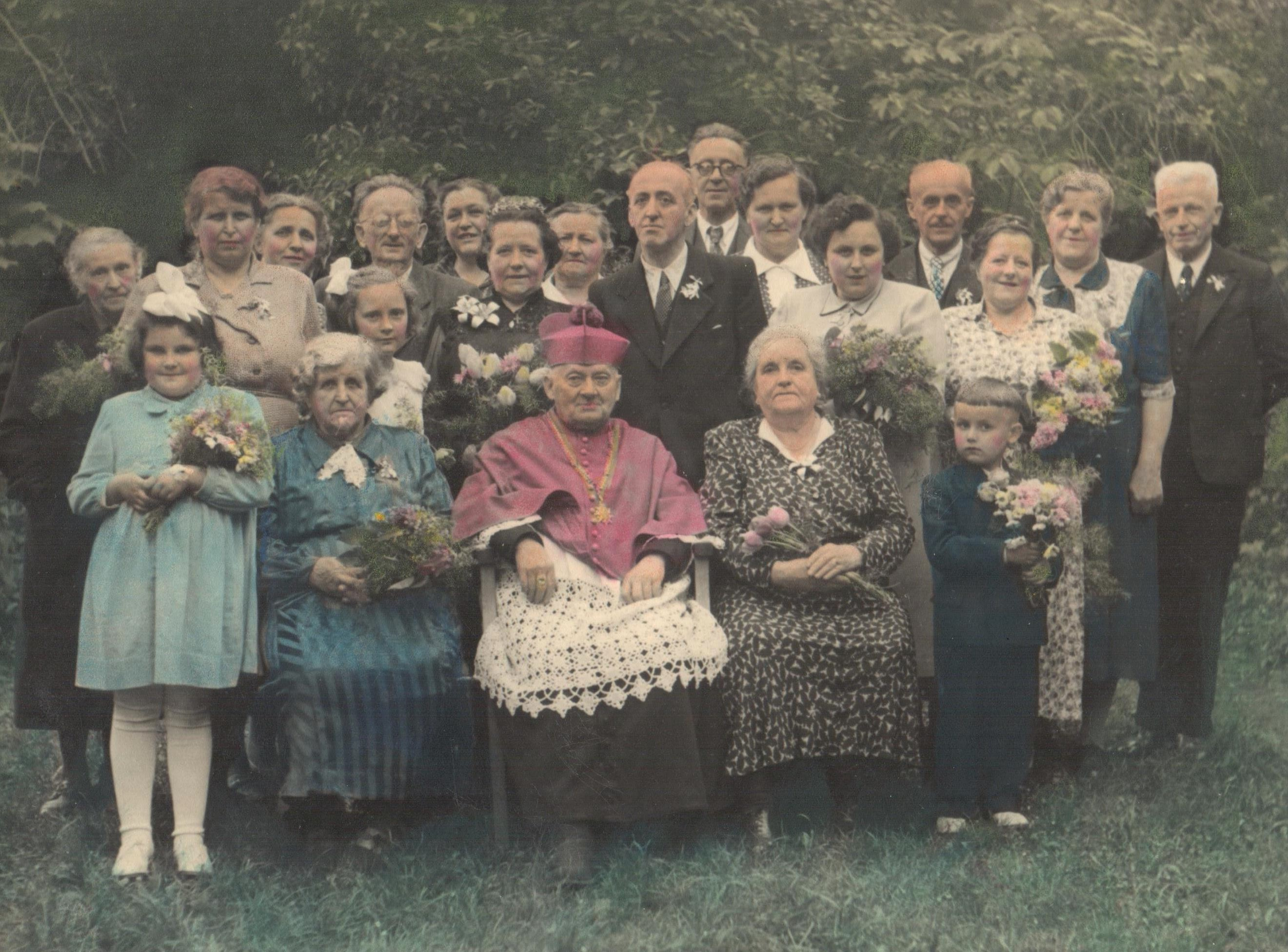
Kanovník František Koucký na oslavě stříbrné svatby v Jablonci nad Nisou v roce 1952

Na kněze byl vysvěcen v roce 1906. Po vysvěcení byl kaplanem v Litoměřicích a v Děčíně-Podmoklech.
Od roku 1919 do 1. dubna 1939 byl farářem v Práchni. Zde v této době zrekonstruoval kostel sv. Vavřince a zorganizoval lidové misie.
Jako český katecheta a duchovní pastýř vyučoval na prvorepublikových středních školách v Práchni, Kamenickém Šenově, Novém Boru a na gymnáziu v České Lípě do začátku druhé světové války.
Od 1. dubna 1939 byl děkanem v Sobotce.
Za nacistické okupace prováděl podle mnohých svědectví skrytou pomoc českému obyvatelstvu.
V roce 1951 byl jmenován sídelním kanovníkem v katedrále sv. Štěpána v Litoměřicích. Jako kanovník promluvil za litoměřickou kapitulu na pohřbu kanovníka Antonína Výtvara 22. prosince 1953.